# Eriogonum crosbyae
Eriogonum crosbyae là một loài thực vật có hoa trong họ Rau răm. Loài này được Reveal mô tả khoa học đầu tiên năm 1981.